# Den of Geek
Den of Geek este o companie media care publică un site web, o revistă și videoclipuri de specialitate în industria divertismentului, cu accent pe filme, televiziune, jocuri video și cărți.
Compania Den of Geek a fost fondată în 2007 de Simon Brew în Londra.
Prima revistă a apărut în octombrie 2015 la New York Comic Con, editată de Chris Longo.

## Legături externe
- https://www.denofgeek.com/